# 渔门镇
渔门镇，是中华人民共和国四川省攀枝花市盐边县下辖的一个乡镇级行政单位。2019年12月，撤销鳡鱼彝族乡，将所属行政区域划归渔门镇管辖。

## 行政区划
渔门镇下辖以下地区：
渔门镇社区、后山村、湾恢村、狮子堡社区村、三岔口社区村、花槽门村、荒田村、双龙社区村、新开田村、核桃箐村、岩朗社区村、团结社区村、犀牛村、朵古村、柏林村、龙树社区村、高坪社区村和高箐村。